# Eduardo Valdarnini

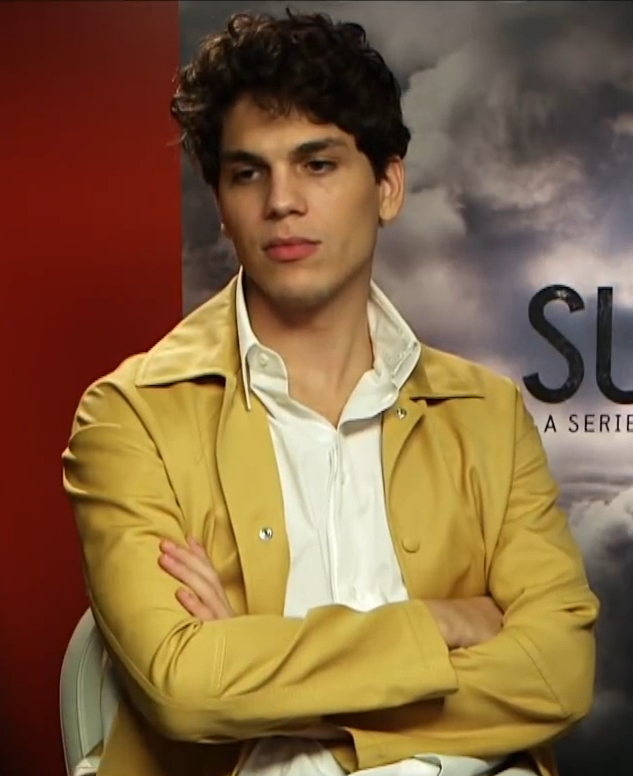
Eduardo Valdarnini

Eduardo Valdarnini (* 17. September 1991 in Dreux) ist ein italienischer Schauspieler.

## Leben
Valdarnini wurde in Dreux, Frankreich, als Sohn eines italienischen Vaters und einer französischen Mutter geboren. Er hat einen älteren Bruder und eine jüngere Schwester. Er wuchs in Rom auf, wo er Soziologie an der Universität La Sapienza und Schauspiel an der Scuola d'arte cinematografica Gian Maria Volonté studierte.
Bekannt wurde er 2016 durch die Hauptrolle in Cristina Comencinis Film Qualcosa di nuovo, in dem er neben Paola Cortellesi und Micaela Ramazzotti spielte.
2017 spielte er Lele, eine der Hauptfiguren in den ersten beiden Staffeln der Netflix-Serie Suburra: Blood on Rome.
Er lebt mit seiner Verlobten in Paris.

## Filmografie
- 2014: Pasolini
- 2015: Arianna
- 2016: Qualcosa di nuovo
- 2017–2019: Suburra: Blood on Rome (Suburra: la serie, Fernsehserie 18 Folgen)
- 2020: I Liviatani – Cattive attitudini
- 2021: Maschile singolare
- 2022: Nero a metà (Fernsehserie, 7 Folgen)
- 2022: Autumn Beat
- 2022: The Boat
- 2023: Fernanda

### Musikvideos
- 2014: Piu che umani – Nick Sick
- 2015: Stop the madness – So it Goes
- 2019: Una canzone che non so – Gazzelle